# Slag bij Gavere
De Slag bij Gavere was de beslissende slag in de Gentse Opstand (1449-1453), waarbij de Gentse milities vernietigend werden verslagen door de hertog van Bourgondië, Filips de Goede.
De aanleiding van de opstand van de Gentenaren waren de hoge belastingen in hun stad. Toen het nieuws zich verspreidde dat Filips de Goede een leger van 30.000 man had verzameld nabij Gavere, vormden de Gentenaren een vergelijkbaar leger met milities uit heel het graafschap Vlaanderen.
De winstkansen van de Gentenaars tijdens de slag om Gavere op 23 juli 1453 werden echter onmiddellijk gefnuikt toen hun artillerie werd vernietigd door een explosie. Het Bourgondische leger versloeg de Gentenaars te Semmerzake bij Gavere. Dankzij het blijvende verzet van 1000 onverzettelijke Gentenaren werd Gent niet geplunderd en vernield. Na deze slag onderwierp Gent zich door de ondertekening van de Vrede van Gavere aan de hertog van Bourgondië.

## In hedendaagse herinnering
- Voor de 500ste verjaardag van de slag in 1953 werd een standbeeld geplaatst voor het gemeentehuis. Het standbeeld, gebeeldhouwd door Frans Tinel, is een herdenking aan de slag bij Gavere in 1453.
- In 1994 heeft banketbakker Kris Demeyer het Valeir-koekje gemaakt. Het koekje kreeg de vorm van "de Valeir", de volkse naam van de krijger van het standbeeld in de tuin van het gemeentehuis te Gavere.
- Tussen 2004 en 2008 werden voor het eerst de Valeir-bieren gebrouwd door Brouwerij Contreras.

## Bibliografie

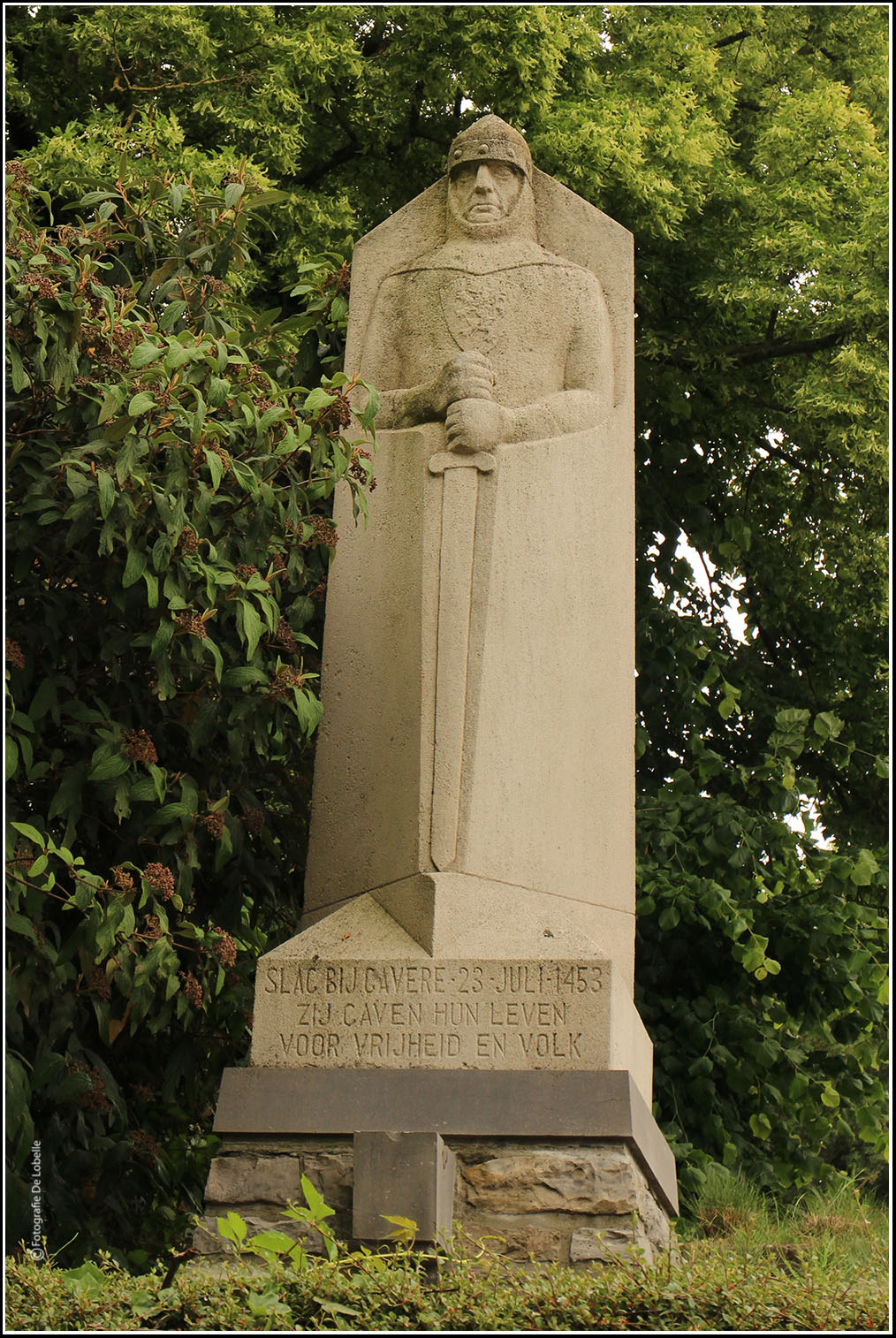
Standbeeld van de Gentse krijger "Valeir"